# Raimundo Menocal
Raimundo García-Menocal y García-Menocal (San Antonio de las Vegas, 1856-Marianao, 1917) fue un médico y político cubano, secretario de Sanidad y Beneficencia de la República de Cuba.

## Biografía
Nacido el 3 de junio de 1856  en las cercanías de San Antonio de las Vegas, cursó sus primeros estudios en su ciudad natal. A los dieciséis años de edad desempeñaba el cargo de practicante del Hospital de Paula y tres años más tarde ganaba por oposición el puesto de alumno interno de la Universidad Central de Madrid, que el año siguiente le otorgó el título de licenciado en Medicina y Cirugía.
De regreso a Cuba, fue nombrado en 1877 médico auxiliar del Hospital Civil, cargo que abandonó en 1878 para ocupar el de médico municipal en Jovellanos. Volvió a su ciudad natal nombrado cirujano del Hospital Mercedes a los veintidós años de edad. En 1881 obtuvo el grado de doctor en Medicina en la Universidad de La Habana, con una tesis titulada Teorías acerca de la patogenia de la infección purulenta y verdadera utilidad práctica de las llamadas curas antisépticas.  En sesión del 27 de abril de 1890 la Academia de Ciencias de La Habana le nombró académico y en 1892 fue nombrado catedrático de Clínica Quirúrgica de la Universidad de La Habana.
Concejal del Ayuntamiento de La Habana en 1898, en la primera intervención estadounidense, desempeñó el cargo de inspector de los servicios sanitarios municipales. En 1909 pasó a enseñar también Enfermedades de la piel y sífilis, en una plaza que obtuvo por oposición. Fue dos veces decano de la Facultad de Medicina y en octubre de 1916 fue nombrado secretario de Sanidad y Beneficencia. Falleció el 1 de agosto de 1917 en Marianao.
Entre sus publicaciones se encontraron títulos como Manual de enfermedades de la piel, y sífilis (1907), además de monografías como Contribución al estudio de la funiculitis linfo-tóxicas en los países cálidos (1905, en francés) y un discurso sobre la Contribución de la cirugía a los progresos de la medicina.